# Meigl Hoffmann
Meigl Hoffmann bzw. Mike Hoffmann, bürgerlich Mike Hoffmann-Gradistanac (* 18. Juni 1968 in Leipzig), ist ein deutscher Kabarettist, Sänger, Entertainer und Autor.

## Leben
Hoffmann wurde als Sohn der Leichtathletin Wilfriede Hoffmann geboren und wuchs in der Nähe des Leipziger Rosentals auf. Er absolvierte nach dem Besuch der Leibnizschule ab 1985 in Schkeuditz eine Berufsausbildung zum Maschinen- und Anlagenmonteur. In dieser Zeit gründete er 1986 das Lehrlingskabarett Mutanfall, der Titel wurde in Anlehnung an die Leipziger Punkband Wutanfall gewählt. Nach seinem Lehrabschluss 1987 stellte er einen Ausreiseantrag, der allerdings erst in der Wendezeit 1989 bewilligt wurde. Er siedelte am 5. Oktober des Jahres nach Frankfurt am Main über, wo seine Mutter lebte und er kurzzeitig im dortigen Jazzlokal Mampf arbeitete. Außerdem lernte er dort Matthias Beltz und das Frankfurter Fronttheater kennen, die er seitdem neben Otto Reutter zu seinen Vorbildern zählt. Nach dem Fall der Mauer kehrte er wieder nach Leipzig zurück, wo er zunächst als Anstreicher arbeitete. Ab August 1990 leitete Hoffmann für knapp ein Jahr die Leipziger Kneipe Goldenes Herz in Gohlis und baute diese zu einem Kleinkunstlokal aus. Anschließend war er als ABM im Kulturzentrum Werk 2 beschäftigt.
1992 gründete er das Kabarett Gohglmohsch, Spielstätte war zunächst das König-Albert-Haus, zum Ende hin des Bestehens das Kosmos-Haus in der Gottschedstraße. 1999 löste sich das Kabarett auf, anschließend hatte Hoffmann mehrere Jahre lang Gastauftritte bei den academixern, im Schauspiel Leipzig unter Wolfgang Engel und in Varieté-Shows. 2007/2008 rief er erneut Gohglmohsch ins Leben, bevor er 2009 das bis heute bestehende Leipziger Central Kabarett mit Restaurantbetrieb gründete – mit fester Spielstätte wieder im König-Albert-Haus am Markt 9. Dem Kabarett gehörte er bis 2018 an.
2014 widmete ihm Harald Pfeifer beim MDR Figaro ein Porträt unter dem Titel Maulheld mit Spieltrieb – Der Leipziger Kabarettist Meigl Hoffmann.
Im Jahr 2016 erwarb er mit dem Pianisten und Komponisten Karsten Wolf, mit dem er im Leipziger Central Kabarett zusammenarbeitete, die Zwickauer Traditionsgaststätte Waldschänke, in der er gemeinsam mit Wolf wiederholt Auftritte hatte und hat. Hoffmann war 2018 mit eigenen Programmen im Kabarett Leipziger Pfeffermühle zu Gast, seit 2019 ist er dort festes Ensemble-Mitglied. Außerdem tritt er auch überregional auf. Seit 2020 ist er freier Mitarbeiter im The Cockpit Collective, einem virtuellen und interaktiven Theaterprojekt der Schaubühne Lindenfels. Seit 2022 betreibt er mit Guido Schäfer für die Leipziger Volkszeitung ebenfalls den Podcast Rückfallzieher mit Themen rund um den Fußball und Leipzig.
Er engagiert sich mit anderen Leipzigern für den Erhalt des sogenannten Capa-Hauses.
Meigl Hoffmann ist verheiratet, lebt und arbeitet in Leipzig und in der Schweiz. Im Oktober 2024 gab er bekannt, dass er zukünftig unter dem seinem Geburtsnamen Mike Hoffmann auftreten werde.

## Ehrungen
- 1998: sächsischer Kabarettpreis Goldenes Reibeisen (mit Gohglmohsch)
- 2002: Leipziger Kleinkunstpreis Cabinet-Preis zusammen mit Karsten Wolf
- 2006: Otto-Reutter-Plakette der Stadt Gardelegen
- 2021: Berliner Kabarettpreis – Der EDDI[8][9]